# BMC3I
BMC3I (ang. Battle Management Command, Control, Communication and Intelligence System) je vojaška kratica, ki označuje Bojni upravno-poveljniški, kontrolni, komunikacijski in obveščevalni sistem. Je sestavni del NATINADS-a.